# Newport (Minnesota)
Newport es una ciudad ubicada en el condado de Washington en el estado estadounidense de Minnesota. En el Censo de 2010 tenía una población de 3435 habitantes y una densidad poblacional de 341,91 personas por km².

## Geografía
Newport se encuentra ubicada en las coordenadas 44°52′28″N 92°59′55″O / 44.87444, -92.99861. Según la Oficina del Censo de los Estados Unidos, Newport tiene una superficie total de 10.05 km², de la cual 9.4 km² corresponden a tierra firme y (6.39%) 0.64 km² es agua.

## Demografía
Según el censo de 2010, había 3435 personas residiendo en Newport. La densidad de población era de 341,91 hab./km². De los 3435 habitantes, Newport estaba compuesto por el 85.01% blancos, el 5.04% eran afroamericanos, el 0.73% eran amerindios, el 3.84% eran asiáticos, el 0.09% eran isleños del Pacífico, el 2.65% eran de otras razas y el 2.65% pertenecían a dos o más razas. Del total de la población el 6.43% eran hispanos o latinos de cualquier raza.